# NRK P3
NRK P3 (prononcé « NRK Petre ») est une station de radio publique norvégienne appartenant au groupe NRK. Fondée en 1993, elle cible principalement les jeunes et les jeunes adultes (15-35 ans). La musique occupe une place importante, de nombreux genres étant représentés (rock, pop-rock, rap, RnB). Le reste de la programmation est composé de magazines, de sport, d'émissions de divertissement et de jeux. 
Parmi les programmes à succès figurent notamment P3 Morgen, émission matinale de la station, FK Football, émission sportive, Juntafil, un programme abordant la sexualité, ou encore le hit-parade local, VG-lista. 
NRK P3 est diffusée en modulation de fréquence (FM) dans l'ensemble du pays, et peut être écoutée dans le reste du monde en streaming sur internet.